# Městské muzeum Bohumín
Městské muzeum Bohumín, nazývané také Muzeum města Bohumína či Muzeum a informační centrum Bohumín, je malé městské muzeum a informační centrum pro turisty. Je umístěno v Národním domě na náměstí Svobody ve Starém Bohumíně – části města Bohumín v okrese Karviná v Moravskoslezském kraji.

## Historie a popis
Expozice muzea se nacházejí v přízemí a sklepení secesního Národního domu a jsou zaměřeny na kulturu, historii, přírodu, průmysl, etnografii, liturgické předměty, školství a archeologii města Bohumín. Má 3 výstavní místnosti a 2 repozitáře. Muzeum bylo otevřeno 1. července 2016. Je zde zřízena stálá expozice „Bohumín – Pohledy do minulosti města“. Mezi nejznámější exponáty patří Starobohumínský poklad, který se skládá z 54 mincí z let 1660 až 1860 (krejcary, feniky i stříbrné tolary z Anglie, Maďarska, Toskánska, Pruska a Rakouska) nalezených nedaleko muzea na náměstí Svobody při renovaci sochy Jana Nepomuckého. Známé jsou také nálezy v Hraničních meandrech Odry, např. mamutí stolička a obratel, hraniční kámen, replika bohumínského kroje a dobové předměty z období První republiky a Druhé světové války aj. Část exponátů pochází z těšínského muzea, od soukromých sběratelů a nadšenců.

## Další informace
Vstup do muzea je zpoplatněn. Muzeum se nachází u trasy naučné stezky Hraniční meandry Odry, EuroVelo 4, Cyklistické trasy 10 aj.

## Galerie

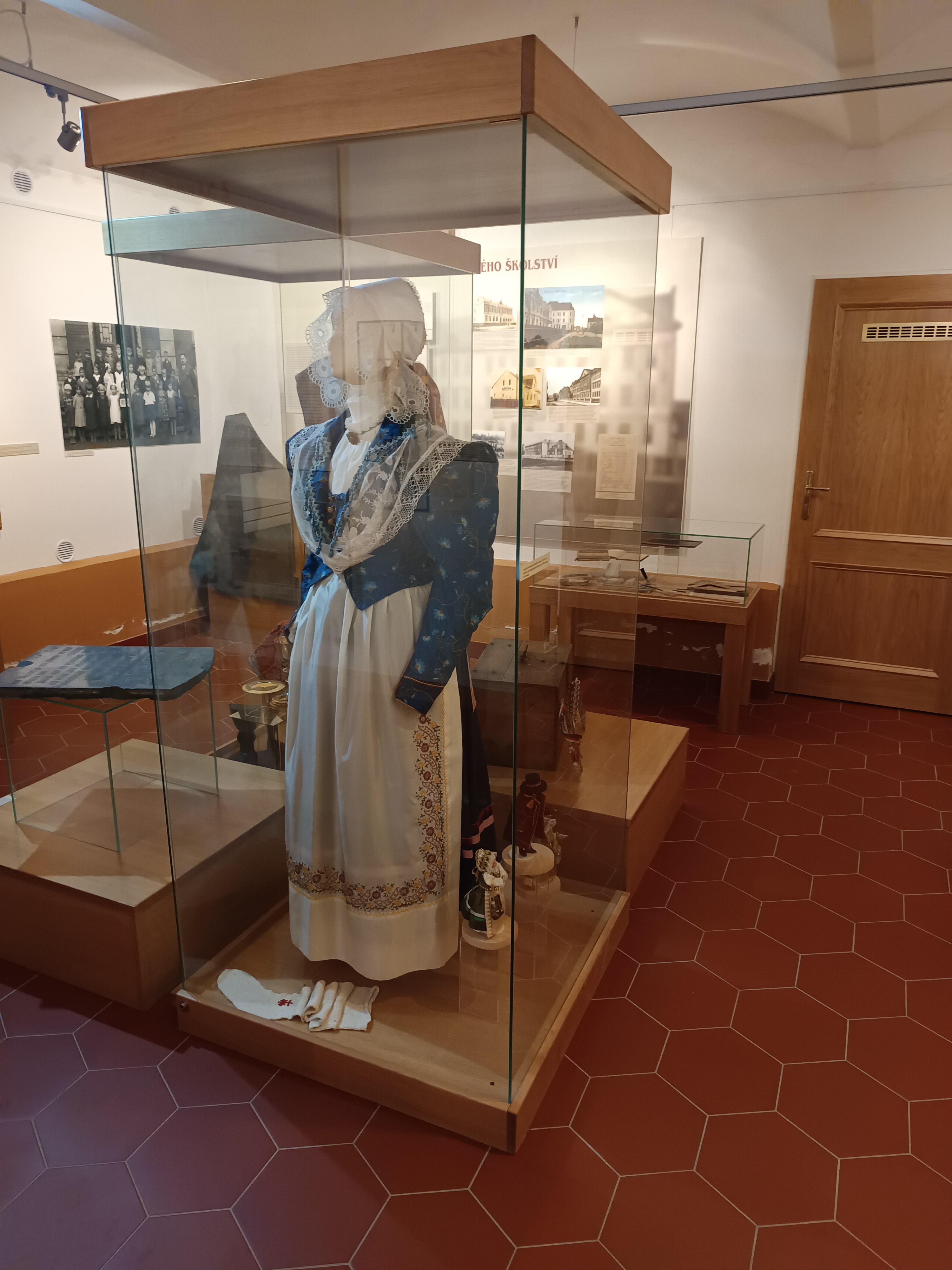
Interiér muzea
Interiér muzea